# Издательство Корнеллского университета
Издательство Корнеллского университета (англ. Cornell University Press) — издательское подразделение Корнеллского университета.
Одно из старейших университетских издательств США. В настоящее время размещается в здании Sage House — бывшей резиденции Генри Уильяма Сейджа.

## История и деятельность
Основанное в 1869 году, издательство Корнеллского университета стало первым университетским издательством в Соединенных Штатах, но некоторое время оно бездействовало (с 1884 по 1930 год).
Издательство было создано в колледже College of the Mechanic Arts. С момента своего создания университетское издательство предлагало финансовую поддержку студентам, ранее обучавшимся полиграфическим ремеслам, которым платили за набор текста и работу в типографии.
В настоящее время издательство Корнеллского университета является одной из крупнейших университетских типографий США. Здесь ежегодно выпускается около 150 наименований научной литературы по различным дисциплинам, включая антропологию, востоковедение, биологические науки, классику, историю, производственные отношения, литературную критику и теорию, естественную историю, философию, политику и международные отношения, ветеринарию и женские исследования. Хотя издательство субсидировалась университетом на протяжении большей части его истории, в настоящее время оно для финансирования своей деятельности в значительной степени зависит от продажи совей продукции.
В 2010 году Фонд Меллона, президент которого Дон Майкл Рэндел являлся ректором Корнельского университета, предоставил издателmству грант в размере 50 000 долларов на изучение новых бизнес-моделей для публикации научных работ в областях гуманитарных наук с низким спросом. Благодаря этому гранту была опубликована серия книг под названием «Signale: Modern German Letters, Cultures, and Thoughts».
Импринтом издательства Корнеллского университета является компания ILR Press.